# Новавесь-Палуцька
Новавесь-Палуцька (пол. Nowawieś Pałucka, нім. Eitelsdorf) — село в Польщі, у гміні Ґонсава Жнінського повіту Куявсько-Поморського воєводства.
Населення — 202 особи (2011).
У 1975-1998 роках село належало до Бидгощського воєводства.

## Демографія
Демографічна структура станом на 31 березня 2011 року:
|          | Загалом | Допрацездатний вік | Працездатний вік | Постпрацездатний вік |
| -------- | ------- | ------------------ | ---------------- | -------------------- |
| Чоловіки | 95      | 20                 | 67               | 8                    |
| Жінки    | 107     | 17                 | 65               | 25                   |
| Разом    | 202     | 37                 | 132              | 33                   |